# Орлов, Павел Валерьевич
Павел Валерьевич Орлов (род. 13 июля 1982, Ленинград) — российский хоккеист, вратарь; тренер.

## Биография
В хоккей стал играть в семь лет вслед за старшим братом. Целенаправленно занял вратарскую позицию, хотел быть вторым Третьяком. Воспитанник петербургского СКА. На профессиональном уровне играл за вторую команду в сезонах 1999/2000 — 2004/05, завершил карьеру из-за травмы.
В декабре 2000 года основной состав СКА улетел в США на матчи со студенческими клубами, и 9 декабря в гостевом матче с новокузнецким «Металлургом» (0:13) вышли дублёры. Орлов при счёте 0:6 после первого периода сменил Сергея Белова и за два периода пропустил семь шайб.
С 2006 года стал работать тренером вратарей команды «СКА-Петергоф». С 2010 года работал в СКА с игроками 1993 года рождения, также работал с 1994 и 1997 годами рождения. В 2013—2016 годах тренер вратарей «СКА-1946», в 2016—2022 годах — тренер вратарей в «СКА-Неве». С июля 2022 года — тренер вратарей СКА.